# Xénia Siska
Xénia Siska (Hungría, 3 de noviembre de 1957) es una atleta húngara retirada especializada en la prueba de 60 m vallas, en la que consiguió ser campeona mundial en pista cubierta en 1985.

## Carrera deportiva
En los Juegos Mundiales en Pista Cubierta de 1985 ganó la medalla de oro en los 60 m vallas, con un tiempo de 8.03 segundos, por delante de las corredoras francesas Laurence Elloy (plata con 8.08 segundos) y Anne Piquereau.